# Stadion miejski w Rafah
Stadion miejski – stadion piłkarski w Rafah, w Strefie Gazy, w Autonomii Palestyńskiej. Posiada nawierzchnię trawiastą. Może pomieścić 5000 osób.